# Tula (peuple)
Pour les articles homonymes, voir Tula (homonymie).

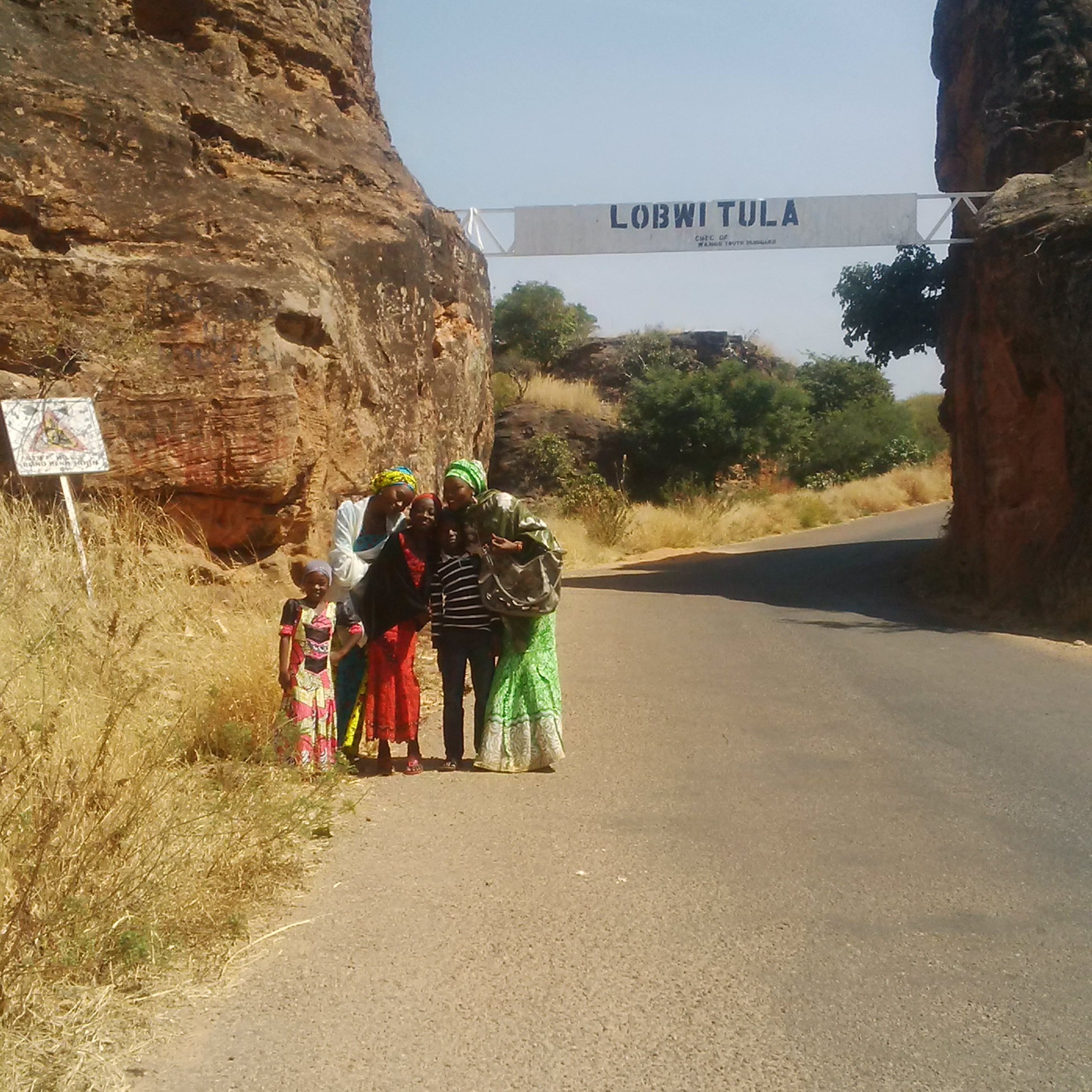
Tula dans l'État de Gombe.

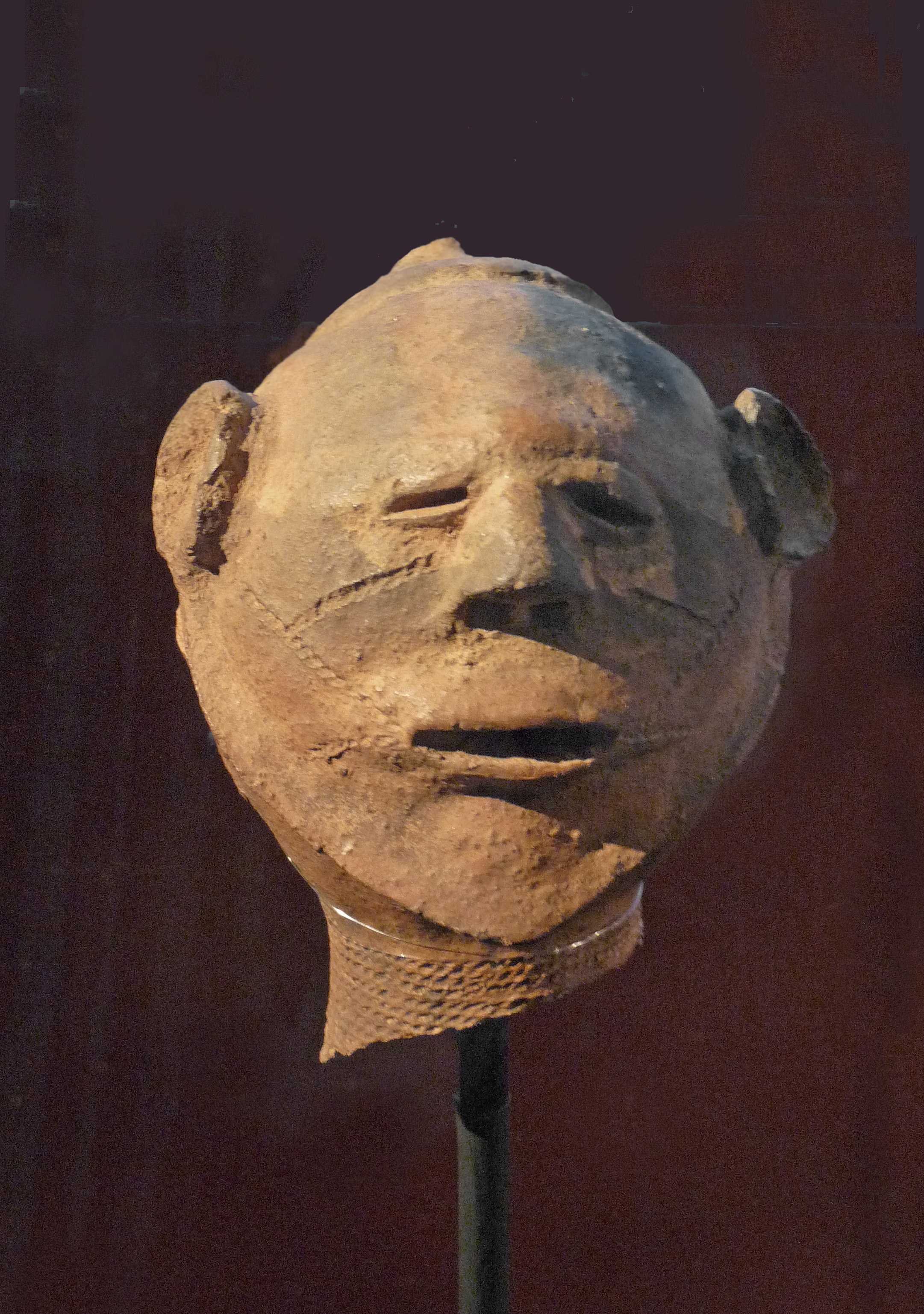
Fragment de tête (beji)

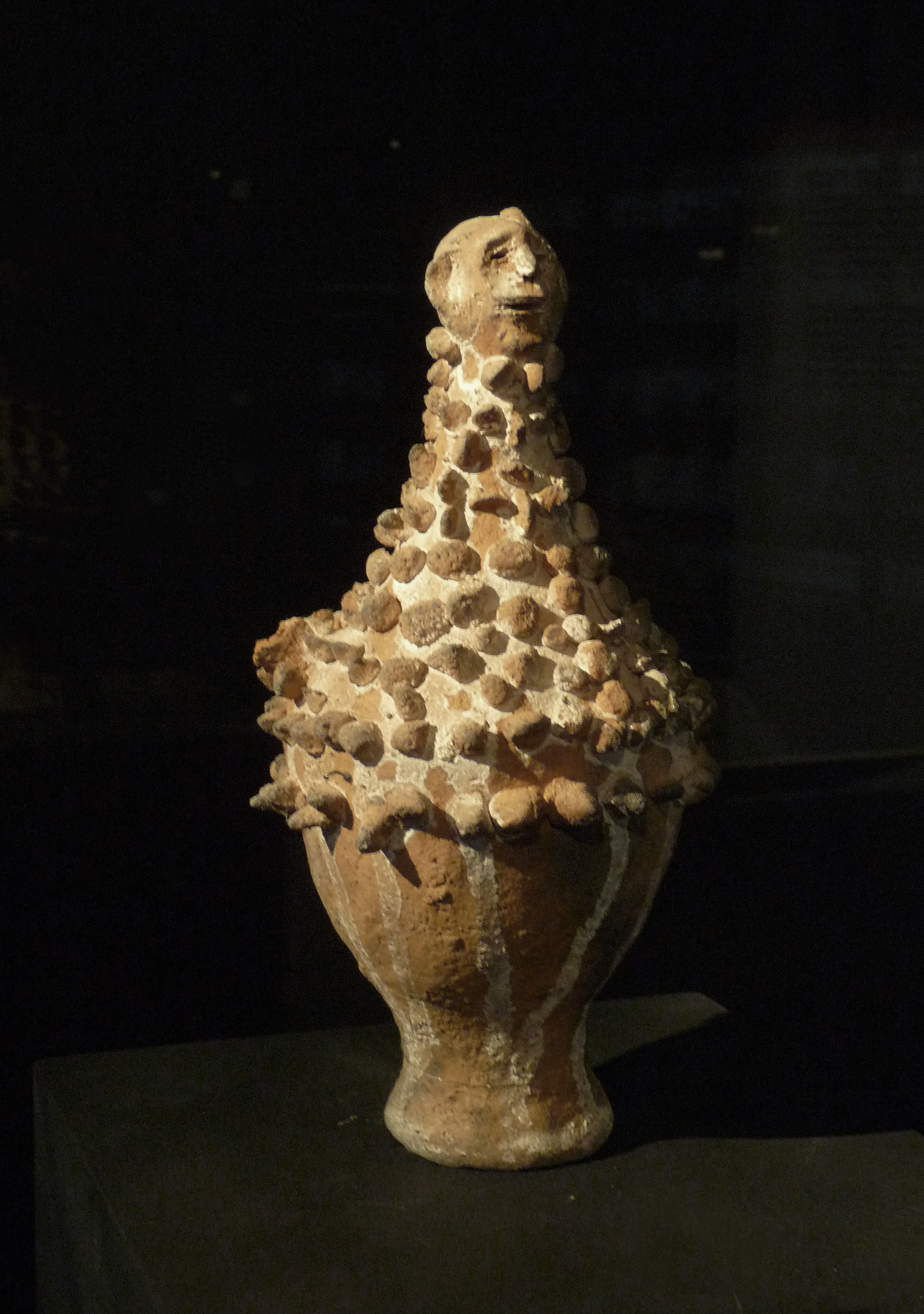
Récipient de guérison beji

Les Tula sont une population d'Afrique de l'Ouest vivant au nord-est du Nigeria, dans l'État de Gombe. 

## Ethnonymie
Selon les sources et le contexte, on observe plusieurs formes : Dadia, Kotule, Kutel, Kutule, Ture.

## Langue
Leur langue est le tula, une langue adamawa-oubanguienne dont le nombre de locuteurs était estimé à 30 000 en 1998.